# 이민희 (가수)
민희(1988년 1월 28일~)는 대한민국의 2012년 미스코리아 경북 미(美) 출신 가수이다. 걸 그룹 케이걸즈의 멤버였다.

## 프로필
- 출생: 1988년 1월 28일
- 신체: 170.8cm, 50.4kg, 34-23-35, A형
- 학력: 대경대학 모델과
- 수상: 2012년 미스코리아 탤런트상, 2012년 미스코리아 경북 미(美) & 스타상
- 경력: 2013년 노원구 자살예방 홍보대사, 2014년 한국청소년육성연맹 홍보대사, 초록우산 어린이재단 홍보사절단, 착한 저작권 굿C 홍보대사

## 같이 보기
- 2012년 미스코리아
- 미스코리아 경북